# Список портретов работы Валентина Александровича Серова
Список портретов работы Валентина Александровича Серова включает перечисление живописных и графических работ в портретном жанре, созданных художником.
Портретный жанр являлся специализацией художника, и именно к нему принадлежит подавляющее большинство созданных мастером работ. Произведения эти, помимо техники, делятся по типу моделей. Наиболее роскошными, красочными и обычно крупноразмерными из них являются парадные «заказные портреты», которые Валентин Серов писал с представителей российской императорской фамилии, аристократии, купечества и интеллигенции — за гонорары. Другую группу портретов составляют изображения друзей и знакомых Серова, представителей круга интеллигенции, писатели, актёры, певцы — они отличаются более камерным характером. К этой же группе относятся портреты членов семьи Саввы Мамонтова — покровителя художника. Наконец, третьей, наиболее интимной группой изображений являются портреты членов семьи Серова, включая его кузенов Симоновичей-Львовых-Дервизов. Многих людей Серов рисовал по нескольку раз — в некоторых случаях, поскольку они были дороги (например, портреты невесты и затем жены), в других — в поисках верной композиции картины (например, Елизавета Красильщикова), в таких случаях обычно имеется одно финальное живописное произведение и несколько графических этюдов. Третьи обращались к нему неоднократно, уважая его как заказного портретиста (например, Зинаида Юсупова, Генриетта Гиршман). Многие предпочитали портретироваться у Серова семьями — помимо его собственной фамилии и семейства Мамонтовых стоит отметить цикл портретов Юсуповых, романовские портреты, Третьяковых, Бахрушиных и проч. Очень часто он писал портреты супругов. Также известны случаи создания Серовым посмертных портретов по фотографиям (портрет отца, А. Сапожников, Т. Мамонтов).

Одна особенность портретных замыслов Серова достойна внимания — исключительное разнообразие поз, неповторимость положений, посадок, поворотов, жестов. Люди все различны, почему коренным образом различна должна быть и построенность портретов… Серов берёт свою модель каждый раз по-другому, так, как не брал до этого ни одну из прежних, и так, как он находил это для неё наиболее характерным. Поэтому он сажает Ванду Ландовскую таким образом, чтобы её посадка, движение, наклон были для неё наиболее выразительными. Для портрета А.К. Бенуа берет только одну голову, чтобы фигура не помешала задуманной им тонкой характеристике выражения её лица, глаз и ужимки, а Семёнова-Тян-Шанского сажает по-стариковски, как ему в восемьдесят лет и подобает.

Перед началом большого, волнующего портрета Серов долго обхаживает свою модель, наблюдая её в жизни в различных условиях и обстановке — дома, в концерте, в гостях, на улице. Он делает обычно наброски в альбоме, намечающие общую идею портрета…

Не всё и не всегда ему удается. Он мечтал о большом портрете Шаляпина, в котором был бы передан весь многогранный облик его великого друга… он делает угольный рисунок во весь рост, в величину натуры. Им он недоволен: это только небольшая часть Шаляпина, а он задумал дать его всего. Так и не была осуществлена долго лелеянная мечта.

Из числа рисунков последнего года жизни, в которых видно всецело захватившее Серова стремление к упрощённости средств выражения, не последнее место должно быть отведено рисунку полуфигуры юной девушки, М. А. Ливен.

Но самым ярким примером стилевых исканий может служить известный портрет обнажённой Иды Рубинштейн.
— Игорь Грабарь. Валентин Александрович Серов. — М.: изд. Кнебель, 1914

## Список
Список создан на основе каталога Д. В. Сарабьянова и Г. С. Арбузова (1982) с дополнениями на основе каталога выставки в Третьяковской галерее 2015 года. Портреты, местонахождение которых неизвестно, помечены серым цветом фона.
Многие произведения Серова, местонахождение которых считалось неизвестным, ныне открыто публикуются их владельцами — частными коллекционерами. Ряд портретов, тем не менее, известен только по чёрно-белым репродукциям либо вообще лишь по названию и описанию. На аукционах XXI века также появилось несколько работ художника, не учтённых Сарабьяновым — к их атрибуции стоит относиться с долей сомнения; в данную таблицу они включены только в случае публикации в российских научных исследованиях.

### Живопись
Техника: масло, темпера на холсте или картоне.
| Картина | Персоналия | Год создания                       | Техника                        | Размеры (см)               | Местонахождение | Инв.                    |
| ------- | --- | ---------------------------------- | ------------------------------ | -------------------------- | --- | ----------------------- |
|         | Коля Симонович, двоюродный брат художника                                                                                          | 1880                               | Холст, масло                   | 30,5 x 23                  | Русский музей (c 1939) |                         |
|         | Ляля Симонович, двоюродная сестра художника                                                                                        | 1880                               | Холст, масло                   | 31 x 26,5                  | Русский музей (c 1937) |                         |
|         | Мужик в армяке. | 1880                               | Холст, масло.                  | 68,5 х 53                  | Частное собрание. |                         |
|         | Миша Симонович, двоюродный брат художника                                                                                          | 1882                               | Картон жёлтый, масло           | 16 x 12                    | Частное собрание |                         |
|         | Вера Алексеевна Репина | 1882                               | Холст на картоне, масло        | 29,5 x 26,4                | Третьяковская галерея (с 1917) | Инв. 5715               |
|         | Людмила Анатольевна Мамонтова | 1884                               | Холст, масло                   | 57 x 45                    | Новгородский музей-заповедник (с 1925) | РЖ-171                  |
|         | Савва Иванович Мамонтов | 1885 (1891)                        | Холст, масло                   | 62 x 58,2                  | Тульский художественный музей (с 1965) | Ж 670                   |
|         | Антонио д’Андраде (en) | 1885                               | Холст, масло                   | 60,8 x 49,5                | Сумской художественный музей (Украина) (с 1948) |                         |
|         | Ольга Фёдоровна Трубникова, будущая жена художника                                                                                 | 1885                               | Холст, масло                   | 88 x 71                    | Третьяковская галерея |                         |
|         | Автопортрет | 1885                               | Холст, масло                   | 50 x 40                    | Частное собрание |                         |
|         | Мария Васильевна Якунчикова | 1885                               | Холст, масло                   | 35 x 27                    | Музей города Мальмё (Швеция) |                         |
|         | Крестьянская девушка в розовом платье                                                                                              | 1886                               | Холст, масло                   | 33 x 25,5                  | Частное собрание, Москва. Ранее собр. А. В. Гордона, И. М. Москвина, Л. В. Москвиной, П. Н. Крылова — Москва. |                         |
|         | Мария Яковлевна Ван-Зандт | 1886                               | Холст, масло                   | 65 x 55                    | Самарский художественный музей (с 1927) | Ж-17                    |
|         | «У окна». О. Ф. Трубникова, будущая жена художника                                                                                 | 1886                               | Дерево, масло                  | 28,5 x 19,5                | Третьяковская галерея (с 1911) | Инв. 1517               |
|         | «У окна». О. Ф. Трубникова, будущая жена художника                                                                                 | 1886                               | Холст на картоне, масло        | 74,5 x 56,3                | Третьяковская галерея | Инв. 8910               |
|         | Прасковья Анатольевна Мамонтова | 1887                               | Холст, масло                   | 59 x 46                    | Частное собрание. В 2012 году продан на аукционе Sotheby’s за 1,2 млн фунтов. Ранее собрание Н. А. Соколова; Е. В. Гельцер, Москва; М. В. Муравьева; Л. А. Мамонтовой-Муравьевой, Новгород.                                |                         |
|         | Савва Иванович Мамонтов | 1887                               | Холст, масло                   | 89 x 71,5                  | Одесский художественный музей (Украина) (с 1926 года) | Ж-542                   |
|         | «Девочка с персиками» Изображена Вера Саввишна Мамонтова                                                                           | 1887                               | Холст, масло                   | 91 x 85                    | Третьяковская галерея (с 1929) | Инв.13011               |
|         | Всеволод Саввич Мамонтов (этюд) | 1887                               | Картон, масло                  | 39,4 x 34,1                | Музей-заповедник «Абрамцево». Приобретен в 1969 году у Н. А. Мясниковой, ранее в собрании семьи В. С. Мамонтова | Ж-291                   |
|         | Семён Петрович Чоколов | 1887                               | Холст, масло                   | 68 x 54                    | Русский музей (с 1939) |                         |
|         | Екатерина Николаевна Чоколова | 1887                               | Холст, масло                   | 91 x 73                    | Частное собрание |                         |
|         | Мария Васильевна Якунчикова | 1887                               | Холст, масло                   | 35,8 x 24                  | Музей-усадьба «Поленово» (с 1939) | 544-ж                   |
|         | «Девушка, освещенная солнцем» Изображена Мария Яковлевна Симонович, двоюродная сестра художника                                    | 1888                               | Холст, масло                   | 89,5 x 71                  | Третьяковская галерея (с 1888) | Инв. 1518               |
|         | Павел Иванович Бларамберг | 1888                               | Холст, масло                   | 59 x 49                    | Третьяковская галерея (с 1935) |                         |
|         | Мария Фёдоровна Якунчикова | 1888                               | Холст, масло                   | 136 x 100                  | Музей города Мальмё (Швеция) С 1962 года, ранее собрание М. Ф. Якунчиковой, Москва | MMK 001103              |
|         | Надежда Яковлевна Дервиз, двоюродная сестра художника                                                                              | 1888                               | Холст, масло                   | 43,4 x 35,9                | Частное собрание (ранее собрание Е. В. Дервиз, Москва; В. Д. Дервиза, Загорск, Москва) |                         |
|         | Владимир Дмитриевич Дервиз, её муж                                                                                                 | 1888                               | Холст, масло                   | 40,6 x 32,6                | Частное собрание (ранее собрание Е. В. Дервиз, Москва; В. Д. Дервиза, Загорск, Москва) |                         |
|         | Аделаида Яковлевна Симонович, двоюродная сестра художника                                                                          | 1889                               | Холст, масло                   | 87 x 69                    | Русский музей (с 1935) | Ж-8480                  |
|         | Александр Николаевич Серов, отец художника                                                                                         | 1889                               | Холст, масло                   | 102 x 77                   | Пермская художественная галерея (с 1946) | Ж-810                   |
|         | Александр Николаевич Серов, отец художника                                                                                         | 1889                               | Холст, масло                   | 197 x 125                  | Русский музей (с 1912) | Ж-4286                  |
|         | Мария Григорьевна Грюнберг | 1889                               | Холст, масло                   | 52,5 x 43                  | Местонахождение неизвестно. Выставлялся в 1935 году, затем — в 1946 году на выставке в Центральном Доме работников искусств, затем — в 1952 году.                                                                          |                         |
|         | Надежда Яковлевна Дервиз с ребёнком, двоюродная сестра художника                                                                   | 1889                               | Железо, масло                  | 142 x 71                   | Третьяковская галерея (с 1935) | Инв. 24365              |
|         | Дальтон | 1889                               | Холст, масло                   | 149 x 100 (верх закруглён) | Новгородский музей-заповедник (с 1930) | НГМ КП 1923             |
|         | Прасковья Анатольевна Мамонтова | 1889                               | Холст, масло                   | 65 x 45                    | Частное собрание |                         |
|         | Софья Михайловна Драгомирова | 1889                               | Холст, масло                   | 71 x 57                    | Музей изобразительных искусств Татарстана (с 1927) | Ж-101                   |
|         | Автопортрет | 1880-е                             | Холст, масло                   | 29,5 x 23                  | Частное собрание |                         |
|         | Ольга Фёдоровна Серова, жена художника                                                                                             | Конец 1880-х                       | Холст, масло                   | 28 x 25                    | Частное собрание (семьи Серовых) |                         |
|         | Анджело Мазини | 1890                               | Холст, масло                   | 89,5 x 70,8                | Третьяковская галерея (с 1939) | Инв. 24787              |
|         | Портрет жены директора Костромской мануфактуры                                                                                     | 1890                               | Холст, масло                   | 89 x 71,5                  | Картинная галерея Армении (Ереван, Армения) (с 1926 года) |                         |
|         | Василий Александрович Шмидт | 1890                               | Холст, масло                   | 85,2 x 70,5                | Башкирский художественный музей (с 1927) |                         |
|         | О. К. Павлова ? | 1890                               | Холст, масло                   | 59 x 49                    | Местонахождение неизвестно. Впервые выставлялся в 1914 году на посмертной выставке; затем — в 1946, 1952, 1958, 1965 годах.                                                                                                |                         |
|         | Ольга Фёдоровна Серова, жена художника                                                                                             | 1890                               | Холст, масло                   | 32 x 28,5                  | Частное собрание (семьи Серовых) |                         |
|         | Прасковья Дмитриевна Антипова | 1890                               | Холст, масло                   | 89,2 x 71,3                | Ярославский художественный музей (с 1920) |                         |
|         | Константин Коровин на этюде | 1891                               | Холст, масло                   | 46 x 62                    | Местонахождение неизвестно. Выставлялся в 1914 году на посмертной выставке; затем — в 1946, 1952, 1958 годах. |                         |
|         | Елена Петровна Кончаловская | 1891                               | Холст, масло                   | 62 x 58,5                  | Русский музей |                         |
|         | Пётр Петрович Кончаловский | 1891                               | Холст, масло                   | 69 x 64                    | Екатеринбургский музей изобразительных искусств (с 1959) |                         |
|         | Франческо Таманьо | 1891                               | Холст, масло                   | 79,5 x 70                  | Третьяковская галерея (с 1917) | Инв. 5589               |
|         | Константин Алексеевич Коровин | 1891                               | Холст, масло                   | 111,2 x 89                 | Третьяковская галерея | Инв. 8633               |
|         | Лёля Дервиз, дочь двоюродной сестры художника                                                                                      | 1891                               | Холст, масло                   | 67,5 x 45,4                | Третьяковская галерея (с 1961) | Ж-478                   |
|         | Тимофей Саввич Морозов | 1891                               | Холст, масло                   | 97.7 × 76                  | Частная коллекция — Музей искусства авангарда (МАГМА) | не указан               |
|         | Зинаида Васильевна Мориц | 1892                               | Холст, масло                   | 81 x 83 (86 х 86)          | Ивановский художественный музей (с 1930) | ЖР-296                  |
|         | «Портрет Ивана Егоровича Забелина» Изображён историк и археолог Иван Егорович Забелин                                              | 1892                               | Холст, масло                   | 80 x 67                    | Государственный исторический музей | И I 2882                |
|         | Ольга Фёдоровна Томара | 1892                               | Холст, масло                   | 149,6 x 98,6               | Национальный художественный музей Республики Беларусь (Минск) (с 1962 года) | РЖ-789                  |
|         | Софья Андреевна Толстая | 1892                               | Холст, масло                   | 112 x 92                   | Музей-усадьба «Ясная Поляна» | Ж М-6                   |
|         | Илья Ефимович Репин | 1892                               | Холст, масло                   | 66,6 x 53,7                | Третьяковская галерея (с 1925) | Инв. 6264               |
|         | Женский портрет (Мария Якунчикова?)                                                                                                | 1892                               | Холст, масло                   |                            | Частное собрание. Продан на Sotheby’s, Лондон, 25 ноября 2013 года за £830,5 тыс. |                         |
|         | Владимир Дмитриевич Дервиз на скамье                                                                                               | 1892-1893                          | Картон, масло                  | 24 х 18,5                  | Третьяковская галерея | Ж-500                   |
|         | Великая княжна Ольга Александровна (этюд для группового портрета «Александр III с семьёй»)                                         | 1893                               | Холст, масло                   | 60 x 49                    | Русский музей (с 1924) | Ж-1918                  |
|         | Великая княжна Ксения Александровна (этюд для группового портрета «Александр III с семьёй»)                                        | 1893                               | Холст, масло                   | 64,5 х 54                  | Псковский музей-заповедник (с 1930) | ПМЗ КП 798 Инв. 798/129 |
|         | Великий князь Михаил Александрович (этюд для группового портрета «Александр III с семьёй»)                                         | 1893                               | Холст, масло                   | 65 x 54                    | Русский музей (с 1924) | Ж-1917                  |
|         | Александр III с семьёй | 1892—1894                          | Холст, масло                   | 388 x 297                  | Местонахождение неизвестно, согласно каталогу 2015 года — уничтожен во время ВОВ. Картина находилась в зале харьковского губернского дворянского собрания; затем — в Харьковском музее изобразительных искусств (до 1941). |                         |
|         | Неизвестная (Кононович ?) | 1893                               | Холст, масло                   | 70,5 x 57,5                | Одесский художественный музей (Украина) (с 1926 года) |                         |
|         | Розалия Соломоновна Львова | 1893                               | Холст, масло                   | 64 x 45                    | Музей изобразительных искусств Туркменистана имени Сапармурата Туркменбаши Великого (Ашхабад) |                         |
|         | Т. С. Войткевич | 1893                               | Холст, масло                   | 59 x 49                    | Местонахождение неизвестно. Выставлялся на 13-й выставке МОЛХ (1893—1894, Москва): № 59 — «Портрет Т. С. В.». |                         |
|         | Исаак Ильич Левитан | 1893                               | Холст, масло                   | 81,7 x 85,4                | Третьяковская галерея (с 1894) | Инв. 1520               |
|         | Людмила Анатольевна Мамонтова | 1894                               | Холст, масло                   | 60 x 48                    | Частное собрание (собрание семьи Мамонтовых). Ранее собрание Н. А. Соколова; Е. В. Гельцер, Москва, Л. А. Мамонтовой-Муравьевой, Новгород)                                                                                 |                         |
|         | Николай Семёнович Лесков | 1894                               | Холст, масло                   | 64 x 53                    | Третьяковская галерея (с 1894) | Инв. 1522               |
|         | «Летом». Портрет Ольги Фёдоровны Серовой, жены художника                                                                           | 1895                               | Холст, масло                   | 73,5 x 93,8                | Третьяковская галерея (с 1898) | Инв. 1523               |
|         | Алексей Иванович Абрикосов | 1895                               | Холст, масло                   | 100 x 84                   | Государственный исторический музей | И-I-1334                |
|         | Варвара Васильевна Капнист | 1895                               | Холст, масло                   | 56 x 52                    | Русский музей (с 1978) |                         |
|         | Дмитрий Григорьевич Дервиз, свёкор двух двоюродных сестёр художника                                                                | 1895                               | Холст, масло                   | 64,5 х 53,5                | Частное собрание — Фонд Валентина Серова. Ранее в собрании В. Д. Дервиза, Москва |                         |
|         | Мария Яковлевна Львова, двоюродная сестра художника                                                                                | 1895                               | Холст, масло                   | 90 x 59                    | Музей Орсе (Париж, Франция) С 1980 года, дар А. и С. Львовых, ранее собрание С. К. и М. Я. Львовых, Париж | RF 1980-8               |
|         | Мара Константиновна Олив | 1895                               | Холст, масло                   | 88 x 68,5                  | Русский музей (с 1904 года) | Ж-4284                  |
|         | Сергей Михайлович Третьяков | 1895                               | Холст, масло                   | 102 x 84                   | Третьяковская галерея | Инв. 1525               |
|         | Александр III (Повторение фигуры с несохранившегося группового портрета «Александр III с семьёй»)                                  | 1895                               | Холст, масло                   | 113 х 195                  | Музей-заповедник «Царское Село»(с 2000 года, поступление из ГМЗ «Павловск», ранее центральное хранилище музейных фондов).                                                                                                  | ЕД-1219-X               |
|         | Е. И. Мусина-Пушкина | 1896                               | Холст, масло                   | ?                          | Местонахождение неизвестно |                         |
|         | Елизавета Васильевна Мусина-Пушкина                                                                                                | 1896                               | Масло ?                        | ?                          | Местонахождение неизвестно. Выставлялась на ряде выставок: Всероссийская (1896, Нижний Новгород); 16-я МОЛХ (1896—1897, Москва); XXV ТПХВ (1897, Петербург); посмертная (1914, Москва и Петербург).                        |                         |
|         | Антонина Сергеевна Сычинская | 1897                               | Холст, масло                   | ?                          | Местонахождение неизвестно. На XXV выставке ТПХВ значился как «Портрет госпожи А. С. К.». |                         |
|         | Великий князь Павел Александрович                                                                                                  | 1897                               | Холст, масло                   | 166,7 x 149,5              | Третьяковская галерея (с 1933) | Инв. 15697              |
|         | Великая княгиня Мария Павловна | 1897                               | Холст, масло                   | 24,5 x 19,5                | Частное собрание |                         |
|         | Мария Фёдоровна Морозова | 1897                               | Холст, масло                   | 108 x 87,5                 | Русский музей (с 1934) | Ж-4313                  |
|         | Мария Клавдиевна Тенишева | 1898                               | Холст, масло                   | 100 x 115                  | Смоленский государственный музей-заповедник (с 1924) | Ж/ 91                   |
|         | Княгиня Н. А. Мещерская | 1898 (1905?)                       | Холст, масло                   | 56.2 x 50.2                | Художественный музей Мида (Амхерст, США) | AC 2001.19              |
|         | Николай Андреевич Римский-Корсаков                                                                                                 | 1898                               | Холст, масло                   | 96,5 x 113,2               | Третьяковская галерея (с 1898 года) | Инв. 1526               |
|         | Пётр Алексеевич Бахрушин | 1898                               | Холст, масло                   | 106 x 84,7                 | Омский музей изобразительных искусств (с 1925) |                         |
|         | «Дети». Саша и Юра Серовы, дети художника                                                                                          | 1899                               | Холст, масло                   | 71 x 54                    | Русский музей (с 1900) | Ж-4283                  |
|         | Александр III в мундире датской Королевской лейб-гвардии                                                                           | 1899                               | Холст, масло                   | 170,8 x 117,5              | Королевский лейб-гвардии полк, Копенгаген (Дания) |                         |
|         | Александр III | 1899                               | Холст, масло                   | 72 x 58                    | Частное собрание. Выставлялся в 1914 году, на посмертной выставке произведений В. А. Серова. |                         |
|         | Василий Алексеевич Бахрушин | 1899                               | Холст, масло                   | 102 x 71                   | Государственный исторический музей |                         |
|         | Софья Михайловна Боткина | 1899                               | Холст, масло                   | 189 x 139,5                | Русский музей (с 1934) | Ж-4314                  |
|         | Василий Иванович Суриков | Конец 1890-х — начало 1900-х годов | Холст, масло                   | 109,2 x 79,4               | Третьяковская галерея (с 1961) | Ж-479                   |
|         | Женский портрет. Этюд | Конец 1890-х годов                 | Картон, масло                  | 60 х 48                    | Таганрогский художественный музей | Ж-1237                  |
|         | Александр III с рапортом в руках                                                                                                   | 1900                               | Холст, масло                   | 160 х 107                  | Русский музей (с 1934 года) | Ж-2004                  |
|         | Великий князь Михаил Николаевич в тужурке                                                                                          | 1900                               | Холст, масло                   | 90 x 75                    | Третьяковская галерея (с 1968) | Ж-620                   |
|         | Великий князь Михаил Николаевич в рост в фельдмаршальском мундире                                                                  | 1900                               | ?                              | ?                          | Местонахождение неизвестно. Выставлялся на выставке русских портретов в 1905 году, в Петербурге. |                         |
|         | Николай II в тужурке офицера Преображенского полка                                                                                 | 1900                               | Холст, масло                   | 71,2 x 59,2                | Третьяковская галерея (с 1914) | Инв. 1529               |
|         | Николай II в форме Кавказского полка (в мундире 80-го пехотного генерал-фельдмаршала князя А. И. Барятинского Кабардинского полка) | 1900                               | Холст, масло                   | ?                          | Местонахождение неизвестно, указывают: Частное собрание, Великобритания |                         |
|         | Николай II в форме полковника Королевского шотландского драгунского полка                                                          | 1900                               | Холст, масло                   | 116 x 89                   | Музей Королевского шотландского драгунского гвардейского полка (Эдинбург, Великобритания) | Инв. 30153              |
|         | Мика Морозов | 1901                               | Холст, масло                   | 62,3 x 70,6                | Третьяковская галерея (с 1917) | Инв. 5325               |
|         | Горяинов Алексей Михайлович | 1901                               | Холст, масло                   | 112 х 82                   | Донецкий областной художественный музей |                         |
|         | Александр Владимирович Сапожников                                                                                                  | 1901                               | Холст, масло                   | 69,5 х 53                  | Как часть собрания живописи П. Д. Покаржевского — ГМИИ им. А. С. Пушкина | МЛК ЖР 1365             |
|         | Великий князь Георгий Михайлович                                                                                                   | 1901                               | Холст, масло                   | 107 x 107                  | Саратовский художественный музей (с 1901) | Ж-843                   |
|         | Павел Иванович Харитоненко | 1901                               | Холст, масло                   | 57 x 55                    | Третьяковская галерея (с 1930) | Инв. 15696              |
|         | Пётр Михайлович Романов | 1901                               | Холст, масло                   | 70 x 60                    | Музей города Мальмё (Швеция) | MM 008525               |
|         | Михаил Абрамович Морозов | 1902                               | Холст, масло                   | 215,5 x 80,8               | Третьяковская галерея (с 1917) | Инв. 5337               |
|         | Илья Семёнович Остроухов | 1902                               | Холст, масло                   | 82 x 76                    | Третьяковская галерея (с 1929) | Инв. 11185              |
|         | «Портрет Зинаиды Юсуповой» Изображена княгиня Зинаида Николаевна Юсупова                                                           | 1902                               | Холст, масло                   | 181,5 x 133                | Русский музей (с 1925) | Ж-4307                  |
|         | Княгиня Зинаида Николаевна Юсупова                                                                                                 | 1902                               | Холст, масло                   | 97,5 x 66                  | Нижегородский художественный музей (с 1927) | Ж-621                   |
|         | Граф Николай Феликсович Сумароков-Эльстон (князь Юсупов)                                                                           | 1903                               | Холст, масло                   | 89 x 68                    | Русский музей (с 1921) | Ж-4305                  |
|         | Портрет графа Ф. Ф. Сумарокова-Эльстона, впоследствии князя Юсупова                                                                | 1903                               | Холст, масло                   | 89 x 71,5                  | Русский музей (с 1921) | Ж-4304                  |
|         | Князь Феликс Феликсович Юсупов (старший), граф Сумароков-Эльстон                                                                   | 1903                               | Холст, масло                   | 89 x 71,5                  | Русский музей (с 1921) | Ж-4303 Инв. Ж-103       |
|         | Борис Николаевич Чичерин | 1903                               | Холст, масло                   | 128 x 89                   | Тамбовская картинная галерея (с 1961) |                         |
|         | Евдокия Ивановна Лосева | 1903                               | Холст, масло                   | 99,5 x 114,8               | Третьяковская галерея (с 1946) | Инв. 27314              |
|         | Этюд. Женский портрет | 1903                               | Холст, масло                   | 71,0х52,5                  | Волгоградский музей изобразительных искусств имени И. И. Машкова | РЖ-54                   |
|         | Сергей Павлович Дягилев | 1904                               | Холст, масло                   | 97 x 83                    | Русский музей (с 1930) |                         |
|         | Сергей Юльевич Витте | 1904                               | Холст, масло                   | 137 x 97                   | Местонахождение неизвестно. Был показан на посмертной выставке в 1914 году. |                         |
|         | Сергей Юльевич Витте | 1904                               | Холст, масло                   | 88 x 148,3 x 13 (с рамой)  | Музей города Мальмё (Швеция) | MM 008527               |
|         | Фёдор Иванович Шаляпин | 1904                               | Холст, масло                   | ?                          | Российский национальный музей музыки | 3405/II                 |
|         | Яльмар Густавович Крусель | 1904                               | Холст, масло                   | 92 x 70                    | Местонахождение неизвестно. Был показан на посмертной выставке в 1914 году. |                         |
|         | Гликерия Николаевна Федотова | 1905                               | Холст, масло                   | 123 x 95 (в свету)         | Третьяковская галерея (с 1949) | Инв. 28080              |
|         | «Портрет М. Н. Ермоловой» Изображена Мария Николаевна Ермолова                                                                     | 1905                               | Холст, масло                   | 224 x 120                  | Третьяковская галерея (с 1935) | Инв. 28079              |
|         | Алексей Максимович Горький | 1905                               | Холст, масло                   | 124 x 80                   | Музей-квартира А. М. Горького в Москве (с 1937) | Инв. 806                |
|         | Александр Николаевич Турчанинов | 1906                               | Холст, масло                   | 87,5 x 97,5                | Русский музей (до 1923) |                         |
|         | Владимир Михайлович Голицын | 1906                               | Холст, масло                   | 115 x 92                   | Государственный исторический музей |                         |
|         | Елизавета Сергеевна Карзинкина | 1906                               | Холст, масло                   | 104 x 73,7                 | Таганрогский художественный музей |                         |
|         | Елизавета Алексеевна Красильщикова                                                                                                 | 1906                               | Холст, масло                   | 125 x 71                   | Киевский национальный музей русского искусства (Украина) (с 1946 года) |                         |
|         | Портрет дамы. Елизавета Алексеевна Красильщикова                                                                                   | 1906                               | Замша, пастель                 | 223 x 100                  | Краснодарский художественный музей | Ж-253                   |
|         | Александр Васильевич Касьянов | 1907                               | Холст, масло                   | 95 x 75 (89х72)            | Томский областной художественный музей | Ж-414                   |
|         | Генриетта Леопольдовна Гиршман | 1907                               | Холст, темпера                 | 140 x 140                  | Третьяковская галерея (с 1917) |                         |
|         | Александр Павлович Ленский и Александр Иванович Южин                                                                               | 1907                               | Холст, темпера                 | 149 x 143                  | Третьяковская галерея | Инв. 28081              |
|         | Дмитрий Васильевич Стасов | 1908                               | Холст, масло                   | 66 x 47                    | Русский музей (с 1923) | Ж-4308                  |
|         | Евгения Алафузова | 1908                               | Картон, масло                  | 48,5 x 54 Овал             | Одесский художественный музей (Украина) (с 1926) |                         |
|         | Евдокия Сергеевна Морозова | 1908                               | Холст, масло                   | 114 x 75                   | Третьяковская галерея | Инв. 10871              |
|         | Мария Николаевна Акимова | 1908                               | Холст, масло                   | 77 x 62                    | Картинная галерея Армении (Ереван, Армения) (с 1929 года) |                         |
|         | Николай Степанович Позняков | 1908                               | Холст, масло                   | 83 x 100                   | Третьяковская галерея (с 1946) | Инв. 27315              |
|         | Александра Петровна Ливен | 1909                               | Холст, масло                   | 185 x 130 (161 х 107)      | Приморская государственная картинная галерея (с 1966) | Ж-55                    |
|         | Феликс Феликсович Юсупов (старший)                                                                                                 | 1909                               | Холст, масло                   | 90 x 83                    | Государственный комплекс Дворец Конгрессов, Стрельна (с 2007 года, ранее в частной коллекции Ростропович-Вишневской) | Ж-103                   |
|         | Эммануил Людвигович Нобель | 1909                               | Холст, масло                   | 121.2 x 92                 | В 2002 году продан на аукционе Christie’s за 240 тыс. долл. В частном собрании Петра Авена. |                         |
|         | Эммануил Людвигович Нобель | 1909                               | Доска, масло                   | 40,5 x 31,5                | В 2008 году продан на аукционе Sotheby’s за 55 тыс. фунтов. |                         |
|         | Маргарита Кирилловна Морозова | 1910                               | Холст, масло                   | 143 x 84                   | Днепропетровский художественный музей (Украина) (с 1928 года) |                         |
|         | Иван Абрамович Морозов | 1910                               | Картон, темпера                | 63,5 x 77                  | Третьяковская галерея (с 1928) |                         |
|         | «Портрет Иды Рубинштейн» Изображена Ида Львовна Рубинштейн                                                                         | 1910                               | Холст, темпера, уголь          | 147 x 233                  | Русский музей (с 1911) | Ж-1915                  |
|         | Мария Самойловна Цетлин | 1910                               | Холст, темпера                 | 109 x 74                   | Ранее — Музей русского искусства в Рамат-Гане (Израиль). В 2014 году продана на аукционе Christie’s за 9,2 млн фунтов стерлингов.                                                                                          |                         |
|         | Наталия Константиновна Кусевицкая                                                                                                  | 1910                               | … темпера                      | Диаметр 87 круг            | Местонахождение неизвестно. Демонстрировался на посмертной выставке В. А. Серова в 1914 году. |                         |
|         | Наталия Константиновна Кусевицкая                                                                                                  | 1910                               |                                | 80 x 78,5 овал             | Местонахождение неизвестно. Демонстрировался на посмертной выставке В. А. Серова в 1914 году. |                         |
|         | Оскар Осипович и Роза Гавриловна Грузенберги                                                                                       | 1910                               | Холст, темпера                 | 100 x 60                   | Частное собрание. Был продан 6 декабря 2012 года в Майами на аукционе FAAM (Fine Art Auction Miami) за $4,6 млн |                         |
|         | Сергей Андреевич Муромцев | 1910                               | Холст, темпера                 | 140 x 107                  | Государственный музей искусств Грузии (Тбилиси) (с 1927 года) |                         |
|         | Анна Григорьевна Гиндус | 1910—1911                          | Холст, масло                   | ?                          | Национальный художественный музей Республики Беларусь |                         |
|         | Алексей Александрович Стахович | 1911                               | Холст, масло                   | 48 x 60                    | Дом-музей К. С. Станиславского |                         |
|         | Алексей Александрович Стахович | 1911                               | Холст, темпера                 | Овал                       | Местонахождение неизвестно. Демонстрировался на 3-й выставке «Мир искусства» в Санкт-Петербурге в 1913 году. |                         |
|         | Портрет военного | 1911                               | Холст, масло                   | 61 х 50                    | Частное собрание |                         |
|         | Владимир Осипович Гиршман | 1911                               | Холст, масло                   | 96 x 77,5                  | Третьяковская галерея (с 1917) | Инв. 5587               |
|         | Елена Алексеевна Балина | 1911                               | Холст, масло                   | 106 x 77                   | Нижегородский художественный музей (с 1929) | НГХМ- Ж-620             |
|         | Лидия Николаевна Каменская | 1911                               | Холст, масло                   | ?                          | Местонахождение неизвестно. Не окончен. |                         |
|         | «Портрет княгини Ольги Орловой» Изображена Ольга Константиновна Орлова                                                             | 1911                               | Холст, темпера                 | 237,5 x 160                | Русский музей (с 1912) | Ж-4289                  |
|         | Владимир Васильевич Якунчиков | 1911                               | Холст, масло                   | 56 x 50                    | Частное собрание. Был показан на выставке произведений В. А. Серова в 1952 году в Москве. |                         |
|         | Полина Ивановна Щербатова (подмалевок портрета)                                                                                    | 1911                               | Холст, уголь, темпера, пастель | 242 x 184                  | Третьяковская галерея (с 1911) |                         |

### Графика
Список графических портретов работы Серова априори является не полным.
| Картина | Персоналия | Год создания    | Техника                                                                        | Размеры (см)                   | Местонахождение | Инв.                                        |
| ------- | --- | --------------- | ------------------------------------------------------------------------------ | ------------------------------ | --- | ------------------------------------------- |
|         | Мария Яковлевна Симонович, двоюродная сестра художника                                                                                                   | 1879            | Бумага, графитный карандаш                                                     | 34,4 x 25,4                    | Третьяковская галерея (c 1938) |                                             |
|         | Савва Иванович Мамонтов | 1879            | Бумага на картоне, графитный карандаш                                          | 34,8 x 25,1                    | Русский музей (c 1971) |                                             |
|         | Татьяна Анатольевна Мамонтова | 1879            | Бумага, графитный карандаш                                                     | 35 x 25                        | Третьяковская галерея (c 1941) |                                             |
|         | Эмилия Львовна Прахова | 1879            | Бумага, карандаш                                                               |                                | Киевский национальный музей русского искусства |                                             |
|         | Илья Ефимович Репин | 1879            | Бумага, карандаш                                                               | 34 x 25                        | Художественный музей Мида (Амхерст, США) | AC 2001.268                                 |
|         | Валентина Семёновна Серова, мать художника | 1880            | Бумага, графитный карандаш                                                     | 32,8 x 23,5                    | Третьяковская галерея |                                             |
|         | Валентина Семёновна Серова за роялем | 1880            | Бумага, карандаш                                                               | 25,2 x 32,4                    | Русский музей (c 1916) |                                             |
|         | Вера Алексеевна Репина | 1879 — до 1885  | Бумага, чёрный карандаш                                                        | 33,1 x 23,5                    | Третьяковская галерея (с 1949) |                                             |
|         | Николай Яковлевич Симонович, двоюродный брат художника                                                                                                   | 1880            | Бумага, графитный карандаш                                                     | 33,2 x 23,5                    | Третьяковская галерея (с 1940) |                                             |
|         | Потехин-гимназист | 1880            | Бумага, графитный карандаш                                                     | 33,2 x 23,5                    | Третьяковская галерея |                                             |
|         | Милуша Мамонтова (?) | 1881            | Бумага, карандаш                                                               | 28,3 x 20,2                    | Местонахождение неизвестно. Показывался на выставке произведений В. А. Серова в 1952 году, в Москве. |                                             |
|         | Автопортрет | 1881            | Бумага, карандаш                                                               | 31,4 x 23,8                    | Русский музей (с 1945) |                                             |
|         | Мария Яковлевна Симонович, двоюродная сестра художника                                                                                                   | 1881            | Бумага, графитный и итальянский карандаш                                       | 32,5 x 24,5                    | Третьяковская галерея (с 1938) |                                             |
|         | Павел Петрович Чистяков | 1881            | Бумага, итальянский карандаш                                                   | 34 x 25,3                      | Третьяковская галерея (с 1924) |                                             |
|         | Автопортрет | 1883            | Бумага, уголь, графитный карандаш (итальянский карандаш?[уточнить])            | 33,6 x 23                      | Русский музей (с 1916) |                                             |
|         | Автопортрет | 1883            | Бумага, свинцовый карандаш                                                     | 34 x 26                        | Русский музей (с 1912) |                                             |
|         | Автопортрет | 1883            | Бумага, уголь, графитный карандаш                                              | 33,6 х 23                      | Русский музей (с 1916) |                                             |
|         | Татарка | 1883            | Бумага, акварель, карандаш                                                     | 25,2 x 16,9                    | Русский музей (с 1912) |                                             |
|         | Михаил Александрович Врубель | 1883            | Карандаш (?)                                                                   | ?                              | Местонахождение неизвестно. Выставлялся в 1914 году, на посмертной выставке произведений В. А. Серова. |                                             |
|         | Амазонка. Мария Фёдоровна Якунчикова | 1884            | Бумага на картоне, графитный карандаш                                          | 32,6 x 24,2                    | Частное собрание |                                             |
|         | Владимир Дмитриевич Дервиз, муж двоюродной сестры художника                                                                                              | 1884            | Бумага, сангина, прессованный уголь                                            | 34,5 x 25                      | Третьяковская галерея |                                             |
|         | Таньон спящий, сидя на стуле | 1884            | Бумага, прессованный уголь, графитный карандаш                                 | 48 x 34                        | Третьяковская галерея |                                             |
|         | Автопортрет | 1885            | Бумага, графитный и итальянский карандаш                                       | 34 x 25,5                      | Третьяковская галерея (с 1914) |                                             |
|         | Савва Иванович Мамонтов за переводом «Кармен» | 1885            | Бумага, карандаш                                                               | 30 x 26,3                      | Музей-заповедник «Абрамцево» |                                             |
|         | Ольга Фёдоровна Трубникова, будущая жена художника | 1885            | Бумага, графитный карандаш                                                     | 15 x 15,5                      | Частное собрание (семьи Серовых) |                                             |
|         | Ольга Фёдоровна Трубникова | 1885            | Бумага, карандаш                                                               | 14,5 x 8,5                     | Частное собрание (семьи Серовых) |                                             |
|         | Константин Дмитриевич Арцыбушев | 1886            | Бумага, карандаш                                                               | 34,1 x 25,2                    | Русский музей (с 1926) |                                             |
|         | Савва Иванович Мамонтов | 1886            | Бумага, карандаш                                                               | 33,5 x 25                      | Музей-заповедник «Абрамцево» |                                             |
|         | Илья Семёнович Остроухов за роялем | 1886            | Бумага, графитный карандаш                                                     | 27,8 x 23,2                    | Третьяковская галерея (с 1929) |                                             |
|         | Автопортрет | 1887            | Бумага, графитный карандаш                                                     | 33,5 x 24,3                    | Третьяковская галерея (с 1914) |                                             |
|         | Автопортрет (с альбомом) | 1887            | Бумага, графитный карандаш                                                     | 24,3 x 15,8                    | Третьяковская галерея (с 1929) |                                             |
|         | Елизавета Григорьевна Мамонтова | 1887            | Бумага, прессованный уголь, графитный карандаш                                 | 46 x 33,6                      | Третьяковская галерея (с 1929) |                                             |
|         | Людмила Анатольевна Мамонтова | 1894            | Пастель                                                                        | ?                              | Местонахождение неизвестно. Показывался впервые на XIV выставке МОЛХ (1895), последний раз — на посмертной выставке произведений В. А. Серова (1914).                                                           |                                             |
|         | Варвара Васильевна Мусина-Пушкина | 1895            | Бумага, наклеенная на холст, пастель                                           | 70 x 55                        | Русский музей (с 1978) |                                             |
|         | Неизвестная | 1895            | Бумага на холсте, пастель                                                      | 38 x 43                        | Омский музей изобразительных искусств (с 1927) |                                             |
|         | Неизвестная | 1896            | Бумага, акварель, графитный карандаш                                           | 38,2 x 28,8                    | Русский музей (с 1945) |                                             |
|         | Саша Серов | 1897            | Бумага, акварель, белила                                                       | 42 x 58                        | Частное собрание (семьи Серовых) |                                             |
|         | Юра Серов | 1897            | Бумага, карандаш                                                               | 16,8 x 9,8                     | Частное собрание (семьи Серовых) |                                             |
|         | Павел Петрович Трубецкой | 1898            | Бумага, гуашь                                                                  | 50 x 26 ?                      | Местонахождение неизвестно |                                             |
|         | Павел Петрович Трубецкой | 1898            | Бумага, пастель                                                                | ?                              | Местонахождение неизвестно. Выставлялся на 1-й выставке «Мир искусства» в 1899 году, в Петербурге. |                                             |
|         | Автопортрет | 1898            | Бумага, офорт                                                                  | 19 x 13,2 (доска)              | Местонахождение неизвестно. Был показан в 1952 году на выставке в Москве и в 1954 году на выставке «Портреты деятелей русского искусства» в Центральном Доме работников искусств.                               |                                             |
|         | Варвара Васильевна Мусина-Пушкина | 1898            | Бумага, акварель                                                               | 54,9 x 37,5                    | Музей Ашмола, Оксфорд |                                             |
|         | Василий Васильевич Матэ | 1899            | Бумага, офорт                                                                  | 21,8 x 15,2 (доска)            | 1. Русский музей 2. Калужский областной музей 3. Брянский областной художественно-выставочный центр 4. Курская государственная картинная галерея имени А. А. Дейнеки 5. Вологодская областная картинная галерея | Брянск: Г 190 Курск: Г 1131 Вологда: 5993-Г |
|         | Александр III в мундире датской Королевской лейб-гвардии на фоне моря в копенгагенской гавани (этюд для портрета «Император Александр III», 1899, Дания) | 1899            | Бумага на картоне, акварель, гуашь, графитный карандаш                         | 41,6 x 32 (в свету)            | Русский музей | Р-3226                                      |
|         | Натурщица с распущенными волосами | 1899            | Бумага на картоне, акварель, белила                                            | 52,4 x 35,5                    | Третьяковская галерея |                                             |
|         | Альфред Павлович Нурок | 1899            | Бумага, литография                                                             | 31 х 21 47,9 х 38,7 (лист)     | Русский музей |                                             |
|         | Александр Константинович Глазунов | 1899            | Бумага, литография карандашом                                                  | 29,4 x 22 31,5 х 24 (лист)     | Русский музей |                                             |
|         | Павел Михайлович Третьяков | 1899            | Бумага, акварель, белила, графитный карандаш. Рисунок очернен.                 | 21 x 12,2                      | Третьяковская галерея |                                             |
|         | Анна Петровна Остроумова-Лебедева | 1899            | Бумага, литография                                                             | 28,6 х 36,6                    | Русский музей |                                             |
|         | Дмитрий Владимирович Философов | 1899            | Бумага, литография                                                             | 27,7 х 24,6 48,5 х 39,8 (лист) | Русский музей Музей Анны Ахматовой в Фонтанном доме |                                             |
|         | Александр Константинович Глазунов | 1899            | Литография                                                                     | ?                              | Утрачен в Великую Отечественную войну | Инв. 2998/3897 в ГРМ                        |
|         | Выход императрицы Александры Фёдоровны от заутрени | Не позднее 1901 | Бумага, акварель, белила, графитный карандаш                                   | 40 х 26                        | Русский музей (с 1917) | Р-3165                                      |
|         | Исаак Ильич Левитан | 1900            | Картон грунтованный, пастель                                                   | 100 x 64                       | Третьяковская галерея (с 1922) |                                             |
|         | Дети С. С. Боткина | 1900            | Бумага, графитный карандаш, акварель                                           | 49,8 x 40,3                    | Русский музей (с 1928) | Р-13439                                     |
|         | Дети С. С. Боткина | 1900            | Бумага, графитный и цветной карандаш                                           | 54 x 40                        | Третьяковская галерея (с 1963) |                                             |
|         | Софья Михайловна Драгомирова | 1900            | Бумага на картоне, акварель, белила                                            | 43 x 41                        | Третьяковская галерея (с 1918) |                                             |
|         | Автопортрет | 1901            | Бумага, гуашь, акварель                                                        | 49,5 x 36                      | Одесский художественный музей (с 1926) |                                             |
|         | Владимир Владимирович Мекк | 1901            | Бумага, уголь                                                                  | 53,5 x 36                      | Третьяковская галерея (с1962) |                                             |
|         | Сергей Сергеевич Боткин | 1901            | Бумага, акварель                                                               | 43,6 x 35,3                    | Русский музей (с 1928) |                                             |
|         | Илья Ефимович Репин | 1901            | Бумага, акварель, белила                                                       | 34,6 x 35                      | Русский музей (с 1928) |                                             |
|         | Илья Ефимович Репин | 1901            | Бумага, тушь                                                                   | 21,5х15,5; 33,4х25             | Новосибирский государственный художественный музей | Г 1143                                      |
|         | Илья Ефимович Репин | 1901            | Бумага, литография                                                             | 33,3 x 25,4                    | Русский музей |                                             |
|         | А. С. Аренский, С. С. Боткин и А. К. Глазунов за карточным столом                                                                                        | 1902            | Бумага жёлтая, графитный карандаш                                              | 34,9 x 51,1                    | Русский музей (с 1926) |                                             |
|         | «В четыре руки»: И. С. Остроухов и С. П. Дягилев | 1902            | Бумага, карандаш                                                               | 10,4 x 16,5                    | Третьяковская галерея (с 1960) |                                             |
|         | Алексей Петрович Ланговой | 1902            | Бумага, акварель, белила                                                       | 29 x 23                        | Третьяковская галерея? (с 1944) |                                             |
|         | Вера Павловна Зилоти | 1902            | Бумага жёлтая, уголь, мел                                                      | 76 x 94                        | Русский музей (с 1926) |                                             |
|         | Зинаида Николаевна Юсупова | 1902            | Бумага, графитный карандаш, сангина, цветные карандаши                         | 39,3 x 47,3                    | Русский музей (с 1928) |                                             |
|         | Константин Петрович Победоносцев | 1902            | Бумага, уголь, цветные карандаши, сангина                                      | 56 x 43                        | Русский музей (с 1918) |                                             |
|         | Эжен Изаи | 1903            | Бумага, карандаш                                                               | ?                              | Частное собрание |                                             |
|         | Антон Павлович Чехов | 1903            | Бумага, акварель                                                               | 36,3 х23,5                     | Государственный литературный музей (с 1934) | ГЛМ КП 51808                                |
|         | Миша Серов | 1903            | Бумага, карандаш                                                               | 63 x 48                        | Частное собрание (Серовых) |                                             |
|         | Дети Серова. Юра и Саша | 1903            | Бумага, карандаш                                                               | 63 x 48                        | Частное собрание (Серовых) |                                             |
|         | Нина Константиновна Хрущева | 1903            | Бумага, пастель                                                                |                                | Третьяковская галерея |                                             |
|         | Генриетта Леопольдовна Гиршман | 1904            | Картон, темпера                                                                | 99,2 x 68,2                    | Третьяковская галерея |                                             |
|         | Клеопатра Александровна Обнинская с зайчиком | 1904            | Картон, пастель, уголь                                                         | 54,5 x 46                      | Нижегородский художественный музей (с 1972) |                                             |
|         | Фёдор Иванович Шаляпин | 1904            | Бумага, чёрная акварель (покрыто лаком)                                        | 47,9 x 34,1                    | Русский музей (с 1905) |                                             |
|         | Мария Николаевна Ермолова | 1905            | Бумага, карандаш                                                               | 20,3 x 11,8                    | Третьяковская галерея (с 1929) |                                             |
|         | Анна Петровна Трояновская | 1905            | Бумага, акварель, графитный карандаш                                           | 50 x 35                        | Частное собрание |                                             |
|         | Фёдор Иванович Шаляпин | 1904            | Холст, уголь, мел                                                              | 235 x 133                      | Третьяковская галерея |                                             |
|         | Елизавета Сергеевна Карзинкина | 1905            | Холст, уголь, белила                                                           | 89 x 58                        | Башкирский художественный музей (с 1940) |                                             |
|         | Генриетта Леопольдовна Гиршман | 1905            | Бумага на холсте, прессованный уголь, сангина, графитный карандаш              | 132,2 x 98                     | Третьяковская галерея |                                             |
|         | Мария Павловна Боткина | 1905            | Бумага серая, итальянский карандаш, мел, сангина                               | 97 x 71,5                      | Русский музей (с 1926) |                                             |
|         | Пётр Петрович Семёнов-Тян-Шанский | 1905            | Бумага желтоватая, уголь, цветные карандаши, мел                               | 67 x 51                        | Русский музей (с 1918) |                                             |
|         | Константин Дмитриевич Бальмонт | 1905            | Бумага серая на картоне, пастель                                               | 72,5 x 41,5                    | Третьяковская галерея |                                             |
|         | Юра Морозов | 1905            | Бумага на картоне, сангина, уголь                                              | 62,2 x 47,8                    | Третьяковская галерея |                                             |
|         | Ольга и Антоша Серовы | 1906            | Картон, уголь, мел, сангтна, цветные карандаши                                 | 67 x 97                        | Частное собрание (семьи Серовых). Последняя демонстрация состоялась в 1965 году, в Русском музее. |                                             |
|         | Виктор Петрович Обнинский | 1906            | Бумага, пастель                                                                | ?                              | Местонахождение неизвестно. Был показан на посмертной выставке в 1914 году. |                                             |
|         | Генриетта Леопольдовна Гиршман | 1906            | Бумага жёлтая на картоне, акварель, белила                                     | 39 x 38,5                      | Третьяковская галерея (с 1922) |                                             |
|         | Александр Константинович Глазунов | 1906            | Картон, уголь, мел                                                             | 89 x 64,5                      | Третьяковская галерея (с 1912) |                                             |
|         | Дети Касьяновых | 1907            | Бумага на картоне, прессованный уголь, сангина, мел.                           | 86,5 x 68                      | Третьяковская галерея |                                             |
|         | Ванда Ландовска | 1907            | Бумага на картоне, итальянский карандаш, акварель, белила, пастель             | 55,5 x 37,5                    | Третьяковская галерея (с 1929) |                                             |
|         | Леонид Николаевич Андреев | 1907            | Картон, акварель, темпера                                                      | 73,3 x 56,4                    | Литературный музей (с 1927) |                                             |
|         | Леонид Николаевич Андреев | 1907            | Бумага, литография                                                             | 25 x 20                        | ГМИИ (с 1924) |                                             |
|         | Михаил Александрович Врубель | 1907            | Бумага, прессованный уголь, сангина, мел                                       | 39,7 x 29,8                    | Третьяковская галерея (с 1917) |                                             |
|         | Михаил Алексеевич Кузмин | 1907            | Бумага, карандаш                                                               | 24,5 x 30,2                    | Частное собрание (Серовых). Показан был в 1946 году в Центральном доме работников искусств. На портрете рукой К. А. Сомова написано: В. А. Серовъ Сентябрь 1907 г.                                              |                                             |
|         | Евгения Алафузова | 1907            | Картон, пастель, уголь                                                         | 50,7 х 39,2                    | Третьяковская галерея |                                             |
|         | Анна Карловна Бенуа | 1908            | Картон, пастель                                                                | 48 x 36 Овал                   | Русский музей (с 1932) |                                             |
|         | Василий Иванович Качалов | 1908            | Бумага, графитный карандаш                                                     | 31,2 x 23,7                    | Третьяковская галерея (с 1917) |                                             |
|         | Иван Михайлович Москвин | 1908            | Бумага на картоне, графитный карандаш                                          | 31,2 x 23,7                    | Третьяковская галерея (с 1917) |                                             |
|         | Константин Сергеевич Станиславский | 1908            | Бумага, графитный карандаш                                                     | 31 x 24                        | Третьяковская галерея (с 1917) |                                             |
|         | Николай Андреевич Римский-Корсаков | 1908            | Бумага на картоне, прессованный уголь                                          | 64 x 45                        | Третьяковская галерея (с 1920) |                                             |
|         | Нина Захаровна Раппопорт | 1908            | Грунтованный картон, темпера                                                   | 98,6 x 62                      | Русский музей (с 1981) |                                             |
|         | Анна Павловна Павлова в балете Сильфиды | 1909            | Холст грунтованный, тонированный, темпера                                      | 194 x 170                      | Русский музей (с 1924) | Р-13487                                     |
|         | Елена Павловна Олив | 1909            | Картон, гуашь, акварель, пастель                                               | 94 x 66,2 Овал                 | Русский музей (с 1926) |                                             |
|         | Алексей Викулович Морозов | 1909            | Бумага на картоне, гуашь, пастель, акварель, белила, сангина, цветной карандаш | 93,4 x 59,8                    | Минский художественный музей (с 1947) |                                             |
|         | Елена Ивановна Рерих | 1909            | Бумага, чёрный мел, пастель, акварель                                          | 64,8 x 46,6                    | Музей Ашмола, Оксфорд |                                             |
|         | Михаил Михайлович Фокин | 1909            | Бумага, сангина                                                                | ?                              | Местонахождение неизвестно |                                             |
|         | Анна Васильевна Цетлин | 1909            | Бумага на картоне, акварель, белила                                            | ?                              | Музей русского искусства в Рамат-Гане (Израиль) |                                             |
|         | Лев Самойлович Бакст | 1900-е          | Бумага на картоне, тушь, гуашь                                                 | 47 x 34                        | Русский музей (с 1923) |                                             |
|         | Анна Марковна Стааль | 1910            | … темпера                                                                      | ?                              | Частное собрание. В 1928 годы выставлялся в Брюсселе, на выставке старого и нового русского искусства. |                                             |
|         | Л. К. Нарышкин | 1910            | Бумага на картоне, уголь, пастель, сангина                                     | 90 x 70                        | Частное собрание |                                             |
|         | Анна Марковна Стааль | 1910            | Бумага, уголь, мел(?)                                                          | ?                              | Частное собрание |                                             |
|         | Вацлав Фомич Нижинский | 1910            | Бумага на картоне, карандаш                                                    | 15,5 x 9,5                     | Санкт-Петербургский музей театрального и музыкального искусства (с 1921) |                                             |
|         | Изабелла Юльевна Грюнберг | 1910            | Бумага, карандаш, акварель, белила                                             | 66 x 42,5                      | Местонахождение неизвестно |                                             |
|         | Софья Владимировна Олсуфьева | 1910            | Бумага, уголь, гуашь, мел                                                      | 107 x 82                       | Государственный музей изобразительных искусств имени А. С. Пушкина |                                             |
|         | «Портрет Иды Рубинштейн» (эскиз) Изображена Ида Львовна Рубинштейн                                                                                       | 1910            |                                                                                |                                | Третьяковская галерея |                                             |
|         | Ида Львовна Рубинштейн | 1910            |                                                                                |                                | Частное собрание, Франция |                                             |
|         | Константин Сергеевич Станиславский | 1911            | Бумага коричневая на картоне, пастель                                          | 55,5 x 36,3                    | Третьяковская галерея (с 1911) |                                             |
|         | Генриетта Леопольдовна Гиршман | 1911            | Картон, пастель                                                                | 94,4 x 76 Овал                 | Третьяковская галерея (с 1917) |                                             |
|         | Надежда Петровна Ламанова | 1911            | Картон, уголь, мел, сангина                                                    | 102 x 75                       | Частное собрание |                                             |
|         | Ольга Константиновна Орлова | 1911            | Бумага, цветные карандаши, уголь                                               | 65,3 x 49,2                    | Русский музей (с 1926) |                                             |
|         | Полина Ивановна Щербатова | 1911            | Картон, уголь                                                                  | 108 x 70,6                     | Третьяковская галерея (с 1927) |                                             |
|         | Полина Ивановна Щербатова | 1911            | Бумага, итальянский карандаш, сангина                                          | 107 x 66                       | Национальный музей искусств Азербайджана (с 1925) |                                             |
|         | А. И. Геннерт | ?               | Графитный и цветной карандаш                                                   | ?                              | Утрачен в Великую Отечественную войну | Инв. № 39416 в ГРМ                          |

## Комментарии
1. 1 2  Информация в данном столбце приводится, преимущественно, по состоянию на 1982 год, согласно каталогу, сост. Сарабьянов Д. В., Арбузов Г. С. (см. в списке литературы). В случае, если информация о местонахождении более свежая, это отмечено отдельно.
2. 1 2 3 4 5 6 7 8 9 10 11  Не окончен.
3. ↑  И. Э. Грабарь указывал, что это «этюд, писанный с натурщика, над головой которого работал Репин (1880 г.)»
4. ↑  Владельческая история: О. Ф. Серова, П. Н. Крылов, А. В. Гордон. — см. Грабарь И. Э. Валентин Александрович Серов: Жизнь и творчество. 1865—1911. — Москва: Искусство, 1965. — С. 380.
Сын П. Н. Крылова, Анатолий Порфирьевич Крылов сообщал, что в собрании его отца, Порфирия Никитича, существовали два портрета, близкие по композиции.
5. ↑  В 1952 году экспонировалась на выставке ЦДРИ под № 74. — см. Всесоюзная художественная выставка, 1952 / ЦДРИ.
6. ↑  Датировка портрета варьируется: Соколова и Власов указывают 1891 год, согласно Грабаря, «писан в конце 1880-х годов»; однако тот же Грабарь указывает: "Тогда же [речь идёт о времени выполнения Серовым рисунка «Савва Иванович Мамонтов за переводом „Кармен“» с авторской датой: 1885. 29 августа. — Г. А.] он написал и тот портрет Саввы Ивановича, который был в семье Мамонтовых".
7. 1 2 3 4 5 6 7 8 9 10 11 12  Не фигурирует в каталоге Сарабьянова 1982 года, однако находится в фонде какого-либо государственного музея, официально признающего атрибуцию кисти Серова
8. ↑  Портрет писан в Абрамцеве с горничной Мамонтовых.
9. 1 2 3 4 5  Цветная репродукция опубликована в каталоге выставки ГТГ в 2015 году
10. 1 2 3 4 5  В каталоге Сарабьянова — местонахождение неизвестно.
11. ↑  Портрет написан одновременно с парным к нему портретом мужа (см. следующий). Сарабьянов их датирует 1890 годом.
12. 1 2 3 4 5  Посмертный портрет
13. ↑  Первый вариант портрета отца.
14. ↑  Предположение сделал И. Э. Грабарь.
15. ↑  Портрет написан зимой 1890/91 годов. Подписан автором двумя годами позднее.
16. ↑  Не фигурирует в каталоге Сарабьянова. Находится в частном собрании, был куплен на каком-либо крупном аукционе и его подлинность была подтверждена его экспертами.
17. ↑  Предположение было сделано И. Э. Грабарем.
18. ↑  Выставлялись на выставках ещё два портрета Л. А. Мамонтовой, написанных в 1894 году: в технике — пастель (местонахождение неизвестно) и утраченный — написанный маслом на холсте (находился в собрании Л. А. Мамонтовой-Муравьевой, в Новгороде).
19. 1 2  Репродукция напечатана в каталоге выставки ГТГ 2015 года, однако в каталоге Сарабьянова — местонахождение работы неизвестно.
20. ↑  Вариант-повторение одноимённого портрета 1900 года, погибшего в 1917 году, он последний раз демонстрировалась на посмертной выставке произведений В. А. Серова в 1914 году.
21. ↑  Название согласно каталогу выставки в ГТГ 2015 года
22. 1 2  В каталоге выставки ГТГ 2015 года напечатана чёрно-белая фотография из собрания И. С. Зильберштейна (РГАЛИ).
23. ↑  Портрет был частично дописан и датирован автором 1902 годом
24. ↑  На картине стоит двойная подпись: Писали Коровин Конст Съровъ 1904 — контур был сделан Коровиным, живопись — Серовым.
25. ↑  По данным Сарабьянова — частное собрание, время попадания в госмузей не указано
26. ↑  Ранее находился в коллекции М. В. Брайкевича, бывшем городским головой Одессы на рубеже 1918—1919 гг.
27. ↑  Последний из трёх вариантов портрета; местонахождение двух первых — неизвестно.
28. 1 2  Включён в каталог выставки в ГТГ 2015 года, однако отсутствует в каталоге Сарабьянова.
29. ↑  Не окончен из-за смерти художника.
30. ↑  Первоначально находился в Английском клубе в Петербурге.
31. ↑  Один из двух этих портретов Трубецкого известен по репродукции
32. ↑  Оттиск на японской бумаге.
33. ↑  Всего существует четыре состояния листа.
34. ↑  Эскиз неосуществлённого портрета; создан после смерти П. М. Третьякова (1832—1898).
35. ↑  Сведений о времени исполнения портрета нет и датировка основывается на близком по техническим приёмам акварельному портрету дочерей С. С. Боткина.
36. ↑  Оттиск, сделанный в хромолитографии И. Кадушкина в Санкт-Петербурге, был приложен к журналу «Мир искусства», № 10, 1901, между с. 88—89.
37. ↑  Этюд к портрету, написанному в следующем, 1907 году.
38. ↑  Рисунок для афиши-плаката русских спектаклей в Париже.
39. ↑  В каталоге Сарабьянова — местонахождение неизвестно, описание гласит «холст, масло».

## Справка о портретированном
1. 1 2  Николай Яковлевич Симонович (1869—1940), двоюродный брат В. А. Серова.
2. 1 2  Аделаида Яковлевна Симонович (1872—1945), двоюродная сестра Серова, жена математика Валериана Дмитриевича Дервиза, брата художника В. Д. Дервиза, друга B. А. Серова.
3. ↑  Михаил Яковлевич (Миша) Симонович (1878—1882), двоюродный брат В. А. Серова.
4. 1 2  Вера Алексеевна Репина, урождённая Шевцова (1855—1918), первая жена И. Е. Репина.
5. 1 2 3 4  Людмила Анатольевна Мамонтова, в замужестве Муравьёва (1874—1937), дочь А. И. Мамонтова, племянница С. И. Мамонтова. Жена М. В. Муравьева (1867—1932), историка, краеведа, первого директора Новгородского губернского архива, председателя Новгородского общества любителей древности. Также являлась членом этого общества. В 1926 году супруги были выселены из их поместья в Теребонях, отправлены в полугодичную ссылку в Нарым, затем жили в Ленинграде. В 1932 году Людмила была арестована, дальнейшая её судьба неизвестна.
6. 1 2 3 4 5 6 7 8  Ольга Фёдоровна Трубникова (1865—1927), жена В. А. Серова с 29 января 1889 года. Известно 6 живописных и 6 графических её портретов работы Серова.
7. 1 2  Прасковья Анатольевна Мамонтова, в замужестве Рачинская (1873—1945), дочь А. И. Мамонтова, племянница С. И. Мамонтова. С 1906 года жена юриста А. К. Рачинского, ранее женатого на её сестре Наталье.
8. 1 2 3 4  Мария Яковлевна Симонович (1864—1955), в замужестве Львова, двоюродная сестра В. А. Серова. Скульптор, мемуарист. С начала 1890-х годов жила в Париже, где училась скульптуре. Её супруг — Соломон Кеселевич Львов, политэмигрант, сын — Андрэ Киселев.
9. 1 2  Надежда Яковлевна Дервиз, урождённая Симонович (1866—1908), двоюродная сестра В. А. Серова. Мать художницы Марии Фаворской.
10. 1 2  Мария Григорьевна Грюнберг (1853—1924), жена Ю. О. Грюнберга, управляющего конторой журнала «Нива». У них дочь — Изабелла Юльевна Грюнберг, в замужестве Каменецкая.
11. 1 2  Елена Владимировна (Лёля) Дервиз (1889—1975), пианистка, дочь В. Д. и Н. Я. Дервизов, двоюродная племянница В. А. Серова
12. ↑  Дальтон — пастор реформатской церкви на Большой Морской улице в Петербурге.
13. 1 2  Софья Михайловна Драгомирова (1871—1953), в замужестве за А. С. Лукомским; дочь Михаила Ивановича Драгомирова.
14. ↑  Елена Петровна Кончаловская, в замужестве Ясиновская (1872—1935), дочь книгоиздателя П. П. Кончаловского, сестра художника П. П. Кончаловского.
15. ↑  Зинаида Васильевна Мориц, урождённая Якунчикова (1864—1929), родная сестра жены художника Поленова, племянница Третьякова и Мамонтова. В первом браке за коммерсантом Эмилем Юльевичем Морицем, с 1894 года жена промышленника Н. Н. Грена. Эмигрировала в 1917 году, жила в Чехословакии и Франции.
16. ↑  Ольга Фёдоровна Томара (встречается неверный вариант написания «Тамара»), урождённая Мамонтова (1870—1952), артистка, племянница С. И. Мамонтова, сестра Марии Якунчиковой. Жена М. Л. Томары, титулярного советника.
17. ↑  Капнист Варвара Васильевна (1840—1922), урождённая княжна Репнина, — жена графа В. А. Капниста (1835—1915) — см. Капнист. Генеалогическая база знаний Архивная копия от 4 марта 2016 на Wayback Machine.
18. ↑  Графиня Елизавета Васильевна Мусина-Пушкина, урождённая Капнист (1868—1944) — жена В. А. Мусина-Пушкина.
19. 1 2 3  Александр Валентинович Серов (1892—1959), старший сын В. А. Серова.
20. 1 2 3  Георгий (Юрий) Валентинович Серов (1894—1929), сын В. А. Серова, впоследствии артист.
21. ↑  Василий Алексеевич Бахрушин (1833—1906), фабрикант, гласный Московской городской думы.
22. ↑  Софья Михайловна Боткина, урождённая Малютина, жена Петра Дмитриевича Боткина. Во втором браке за Лузиным.
23. ↑  Александр Владимирович Сапожников, племянник жены В. Д. Поленова, сын фабриканта Владимира Григорьевича Сапожникова (1843—1916). Портрет был выполнен после смерти по фотографии.
24. ↑  Яльмар Густавович Крусель, инженер-механик. В 1904 году был одним из директоров «Товарищества нефтяного производства братьев Нобель»; внебрачный сын Л. Э. Нобеля (Т. Ф. Гумбатова «Баку и немцы»).
25. 1 2  Елизавета Сергеевна Карзинкина, урождённая Ячменёва (1886—1921), артистка балета частной оперы С. И. Мамонтова.
26. 1 2  Елизавета Алексеевна Красильщикова, урождённая Друженкова, впоследствии — графиня Шереметьева (см. Загадка модели Архивная копия от 29 октября 2013 на Wayback Machine).
27. 1 2 3 4 5  Генриетта Леопольдовна Гиршман, урождённая Леон (1885—1970), жена коллекционера и мецената В. О. Гиршмана.
28. 1 2  Евгения Леон…. Алафузова (урожд. Добротворская). Алафузовы — купеческая семья с греческими корнями, хорошо известная в Казани и на Ставрополье.
29. ↑  Евдокия Сергеевна Морозова (урождённая Кладовщикова), певица, актриса; жена И. А. Морозова (см. Московские меценаты… Морозов Иван Абрамович Архивная копия от 29 октября 2013 на Wayback Machine).
30. ↑  Мария Николаевна Акимова (1855 — после 1944), дочь директора Лазаревского института Н. Д. Делянова; жена председателя Государственного Совета М. Г. Акимова.
31. ↑  Николай Степанович Позняков (1878—1942?), танцовщик и хореограф .
32. ↑  Александра Петровна Ливен, урождённая Васильчикова (?—1918), благотворительница, председатель «Общества распространения полезных книг».
33. ↑  Оскар Осипович Грузенберг (1866—1940, юрист. Жена — Роза Гавриловна, урождённая Голосовкер.
34. ↑  Анна Григорьевна Гиндус (? — 1919/1920) — владелица модного ателье в Санкт-Петербурге (на Моховой улице, дом № 45), ученица знаменитой Жанны Пакен. Сестра М. Г. Грюнберг.
35. ↑  Елена Алексеевна Балина (1877—1945), жена текстильного промышленника В. А. Балина.
36. ↑  Лидия Николаевна Каменская, урождённая Ильина, жена И. Г. Каменского
37. 1 2  Ольга Константиновна Орлова, урождённая княжна Белосельская-Белозерская (1872—1923), жена В. Н. Орлова. В обществе слыла первой модницей и была самой элегантной женщиной Петербурга.
38. ↑  Владимир Васильевич Якунчиков (1855—1916), собиратель ценных и редких книг, муж М. Ф. Якунчиковой («Амазонка» работы В. А. Серова 1884 года).
39. 1 2 3  Полина Ивановна Щербатова (ум. 1966), жена художника и коллекционера князя С. А. Щербатова
40. ↑  Татьяна Анатольевна Мамонтова, в замужестве Рачинская (1864—1920), дочь Анатолия Ивановича Мамонтова, издателя, владельца типографии и книжного магазина в Москве, племянница С. И. Мамонтова.
41. ↑  Портрет гимназиста, сына русского драматурга Алексея Антиповича Потехина (1829—1908).
42. ↑  Юлий Павлович Таньон, воспитатель детей в семье С. И. Мамонтова.
43. ↑  Елизавета Григорьевна Мамонтова, урождённая Сапожникова (1847—1908), жена С. И. Мамонтова.
44. ↑  Альфред Павлович Нурок (1860—1919), музыкальный критик, член редакции журнала «Мир искусства».
45. ↑  Старшая, Александра Хохлова (1891—1985) стала киноактрисой, заслуженная артистка РСФСР; младшая — Анастасия Нотгаф (1892—1942).
46. ↑  Вера Павловна Зилоти (1866—1940), старшая дочь П. М. Третьякова, с 6 февраля 1887 года замужем за пианистом А. И. Зилоти.
47. ↑  Михаил Валентинович Серов (1896—1938), третий сын художника.
48. ↑  Дочь профессора Харьковского университета К. Д. Хрущева (1852—1912)
49. ↑  Клеопатра Александровна Обнинская, урождённая Салова (1880—1928), жена В. П. Обнинского, бабушка художника Д. Ф. Терехова.
50. ↑  Анна Петровна Трояновская, урождённая Обнинская (1862—1920), жена И. И. Трояновского; сестра В. П. Обнинского.
51. ↑  Мария Павловна Боткина, (1875—1952), дочь П. М. Третьякова; замужем за А. С. Боткиным.
52. ↑  Георгий Михайлович Морозов (1892—1930?), старший сын М. А. Морозова и М. К. Морозовой.
53. ↑  Дети В. А. Серова: Ольга Валентиновна (1890—1946) и Антон Валентинович (1900—1942).
54. ↑  Александр Васильевич Касьянов (1851—1925), сибирский коммерсант — совладелец «Торгово-промышленного Товарищества на паях Чурина и Касьянова». Коллекционер.
55. ↑  Нина Захаровна Раппопорт, дочь присяжного поверенного Захара Львовича Раппопорта (ум. в 1915).
56. ↑  Елена Павловна Олив, урождённая Харитоненко (1879—1948), жена М. С. Олива (1881—1956) — см. Именной указатель Биографического словаря Архивная копия от 16 апреля 2016 на Wayback Machine.
57. ↑  Анна Васильевна Цетлин (1860—1935), жена московского купца, мать Михаила Иосифовича Цетлина.
58. 1 2  Анна Марковна Стааль (1875—1960), жена юриста, прокурора Временного правительства А. Ф. Стааля (1873—1949) — см. Запрос № 7087 Архивная копия от 29 октября 2013 на Wayback Machine.
59. ↑  Софья Владимировна Олсуфьева, урождённая Глебова (1886—1943), жена искусствоведа Ю. А. Олсуфьева.
60. ↑  А. И. Геннерт, дворянин, кандидат прав. Председатель совета Соединенного банка, вице-председатель совета Санкт-Петербургского частного коммерческого банка, председатель правления Московского Частного банка. Заместитель председателя правления Общества Московско-Киево-Воронежской железной дороги, член правления Северного страхового общества (Москва). Пайщик МХТ.